# بيتي هال جونز
بيتي هال جونز (بالإنجليزية: Betty Hall Jones)‏ هي عازفة بيانو ومغنية أمريكية، ولدت في 11 يناير 1911 في توبيكا في الولايات المتحدة، وتوفيت في 20 أبريل 2009 في توررانسي في الولايات المتحدة.

## وصلات خارجية
- بيتي هال جونز على موقع ميوزك برينز (الإنجليزية)
- بيتي هال جونز على موقع أول ميوزيك (الإنجليزية)
- بيتي هال جونز على موقع ديسكوغز (الإنجليزية)